# 撿紅點
撿紅牌為一種撲克牌遊戲，用一副五十二張牌時適合二到四人玩。原型為日本卡牌遊戲《花札》，但是將小於十點的牌吃牌規則改為總和為十點才能吃牌。

## 遊戲道具
標準撲克牌五十二張。

## 遊戲流程

### 遊戲人數
至少二人，二十四的因數，二至四人最佳。

### 決定位子及順序
各玩家搗牌，A為一點，J為十一點，Q為十二點，K為十三點，不論花色。該次點數相同者繼續搗牌。搗牌次數較小者中點數較大者為頭家，其餘依逆時針入位。
各局遊戲依逆時針方向輪流當頭家。

### 洗牌
頭家洗牌後將牌整成一疊，由尾家搗牌並觀看最後一張牌後置於桌面。頭家將另一疊牌一張一張從自己開始逆時針平均共發24張給各家，再將四張牌亮出於桌面，若不足，從另一牌疊補。

### 重新洗牌
可請求重新發牌的條件：(和局條件，各家拿到牌以後，可依照以下情況決定是否合局重新發牌)
- 手中六張牌全為無分牌。
- 任何一家發現手中六張牌和海底相加有四張相同時，可要求重新發牌。
- 尾家發現底牌和手牌以及海底牌加起來也是四張相同時，也可要求重新發牌。

例如拿到4張6，但如果拿到4張5，則可自行斟酌，因為拿到4張5就等同有70分了。
一定要重新發牌的情況:
- 亮出四張牌中含有三張5、10、J、Q或K。
- 四張海底牌重复
- 發完牌後玩家牌數錯誤。
- 遊戲至最後時少牌。
- 若回合未開始前，紅5必死的場合就必須和局。
  - 牌堆中掀出四張海底牌，出現兩張紅5時，或兩張黑5時
  - 牌堆中掀出四張海底牌，出現一張紅5，同時尾家底牌又是紅5時

有上述任一條件時即和局，當局當前得分不計，由相同玩家重新洗牌繼續遊戲。

### 吃牌規則
A與9吃，2與8吃，3與7吃，4與6吃，5與5吃，10與10吃，J與J吃，Q與Q吃，K與K吃。
由頭家開始逆時針方向，玩家打出一張牌，該牌有牌吃則擇一吃，然後翻開牌疊一張牌置於桌面，該牌有牌吃則擇一吃，最後將吃得牌收回自己桌面上。

### 計分規則＋初始手牌
所有牌都被收回後當局遊戲結束，開始計分。
- 二人規則
  - 每人手牌12張。
    - 紅色A為20分。
    - 紅色２至８分別為2分至8分。
    - 紅色９至Ｋ各為10分。
    - 所有黑色牌均為0分。
    - 總分為210分，標準分為105分，高於標準分者贏，低於標準分者輸。
- 三人規則(黑色A不計分)
  - 每人手牌8張。
    - 紅色A為20分。
    - 紅色２至８分別為2分至8分。
    - 紅色９至Ｋ各為10分。
    - 所有黑色牌均為0分。
    - 總分為210分，標準分為70分，高於標準分者贏，低於標準分者輸。
- 三人規則(黑色A計分)
  - 每人手牌8張。
    - 紅色A為20分。
    - 紅色２至８分別為2分至8分。
    - 紅色９至Ｋ各為10分。
    - 黑色A為30分，其餘0分。
    - 總分為270分，標準分為90分，高於標準分者贏，低於標準分者輸。
- 四人規則
  - 每人手牌6張。
    - 紅A為20分。
    - 紅2至8分別為2至8分。
    - 紅9至K各為10分。
    - 黑桃A為30分。
    - 梅花A為40分，其餘0分。
    - 總分為280分，標準分為70分，高於標準分者贏，低於標準分者輸。
      - 以紅5吃紅5為吃雙紅五，且需每人給20分作為獎勵，總為70分。

### 特殊玩法＋初始手牌
- 五人規則(需加入鬼牌兩張，共計54張牌)
  - 每人手牌5張。
    - 紅色A為20分。
    - 紅色２至８分別為2分至8分。
    - 紅色９至Ｋ各為10分。
    - 黑桃A為30分。
    - 梅花A為40分，其餘0分。
    - 鬼牌一對即為70分。
    - 總分為350分，標準分為70分，高於標準分者贏，低於標準分者輸。
      - 以紅5吃紅5為吃雙紅五，且需每人給10分作為獎勵。
      - 若尾家搗牌為黑8，可亮出供所有玩家檢視，且需每人給10分作為獎勵。
- 特殊四人規則(需加入鬼牌兩張，共計54張牌)
  - 註：與一般開局不同，由亮出4張牌，改為亮出6張牌。
  - 每人手牌6張。
    - 紅色A為20分。
    - 紅色２至８分別為2分至8分。
    - 紅色９至Ｋ各為10分。
    - 黑桃A為30分。
    - 梅花A為30分，其餘0分。
    - 鬼牌一對即為90分。
    - 總分為360分，標準分為90分，高於標準分者贏，低於標準分者輸。
      - 以紅5吃紅5為吃雙紅五，且需每人給10分作為獎勵。
      - 若尾家搗牌為黑8，可亮出供所有玩家檢視，且需每人給10分作為獎勵。

### 計點規則
- 四人規則

優先順序如下：
1. 得分達250分者為總贏，得420點，他家各負140點，遊戲結束。
2. 得分為0分者為拚零分，得420點，他家各負140點，遊戲結束。
3. 非末張、保A9或雙紅五確定而打紅5或打吃雙黑5，或非吃黑A紅9或拚零分而不打黑5吃紅5，致他家打吃雙紅5者，得分共減60分，否則若有玩家吃雙紅五，他家共減60分，不足則至多先由吃雙紅五者減至70分，再由達130分者減至130分，然後其餘玩家平均減分再由其中最高分者減1分補足。得分減70為得點，有玩家得點達60點，各得點加倍，遊戲結束。